# Aşağıdere (Bartin)

Aşağıdere is een dorp in het district Ulus, Zwarte zeeregio, Provincie Bartın, Turkije. In 2010, had het dorp 271 inwoners. De burgemeester is Hasan Hüseyin Uzun, hij is ook de burgemeester van het district Ulus. 